# James Peter Greaves
James Peter Jimmy Greaves (East Ham, Greater London, 20 de febrer de 1940 – Danbury, 19 de setembre de 2021) fou un futbolista anglès.
Debutà al Chelsea FC el 1957. El 1961 fitxà breument amb l'AC Milan, però el mateix any fou traspassat al Tottenham Hotspur per £99,999. El Tottenham fou el seu principal equip, on durant 9 temporades marcà 266 gols en 379 partits. Fou màxim golejador de la lliga anglesa de futbol sis temporades (1959, 1961, 1963, 1964, 1965 i 1969). Amb els Spurs guanyà dues copes (1962 i 1967) i una Recopa d'Europa (1963) com a títols més destacats.
Amb la selecció anglesa disputà 57 partits entre 1959 i 1967. En aquest període marcà 44 partits i fou campió del món l'any 1966, malgrat una lesió li impedí disputar la final. La seva darrera temporada la jugà al West Ham United FC, retirant-se el 1971 després d'haver jugat 516 partits i marcat 357 gols. Anys més tard retornà al món del futbol jugant a la Southern League.
El 1998 fou escollit per la Football League a la llista de les 100 llegendes del futbol anglès.

## Palmarès
Tottenham Hotspur
- FA Cup: 
  - 1962, 1967
- FA Charity Shield: 
  - 1962
- Recopa d'Europa de futbol:
  - 1963

Selecció anglesa
- Copa del Món de Futbol: 
  - 1966
- Campionat Britànic de futbol:
  - 1960 (compartit), 1961, 1964 (compartit), 1965